# Larentioides cacothemon
Larentioides cacothemon är en fjärilsart som beskrevs av Louis Beethoven Prout 1917. Larentioides cacothemon ingår i släktet Larentioides och familjen mätare. Inga underarter finns listade i Catalogue of Life.